# Alfredo Carzino
Alfredo Carzino (n. Sampierdarena, Italia; 1899 - f. Región dell'Antola, Génova, Italia; 22 de diciembre de 1944) fue un guerrillero miembro de la brigada berto, y por un tiempo capitán de la Brigada Mazzini. Alfredo perteneció al Partido Republicano Italiano que luchó en contra del Fascismo y Nazismo.

## Guerrillero
Desde muy joven fue inscrito en el partido republicano y, cuando surgió el fascismo, se convirtió en su acérrimo enemigo inmediato, comenzando con propaganda y conspiración (tanto cuando era obrero en SIAC (en Campi), como luego cuando en la FIAT en Turín, donde formaba parte en el período bélico de julio de 1943 de la comisión interna). Después del 8 de septiembre, eligió formar parte de las SAP, convirtiéndose en un elemento valioso en la organización de la 4.ª brigada Mazzini. Identificado por delación, tuvo que huir a la montaña, donde se volvió activo con el nombre de batalla “Milio”, primero en las Langhe y posteriormente en la VI zona, controlada por la brigada garibaldina Cichero.
Durante una redada en Fontanabuona llevada a cabo por la Wehrmacht y los alpinos de Monterosa, en el lugar Centonoci, cerca de Favale di Màlvaro (Ge), fue herido de muerte el 22 de diciembre de 1944 junto a otros 5 partisanos, mientras intentaban una salida de una cabaña donde se encontraban rodeados (un sexto compañero solo resultó herido).
Le fue otorgada la medalla de bronce al V.M., a título póstumo.